# Краљевина Хрватска (925—1102)
Краљевина Хрватска (лат. Regnum Croatiae) била је средњовјековна држава у југоисточној Европи, која је постојала током 10. и 11. века. Обухватала је приморске делове данашње Републике Хрватске и југозападне делове данашње Босне и Херцеговине. Државом је владала народна династија Трпимировића. Настала је уздизањем првобитне Кнежевине Хрватске на степен краљевине, што се догодило током прве половине 10. века. Постојала је до прелома 11. и 12. века, када је потпала под власт Краљевине Угарске.
Најзначајнији извор за историју Хрватске у 10. веку је историографско дело византијског цара Константина Порфирогенита (945-959), које је познато под називом О управљању царством (лат. De administrando imperio).
Током 11. века, хрватским краљевима је у појединим периодима била признавана и управа над приморским градовима у тадашњој византијској Далмацији.

## Проблем историчности
Историчност појединих традиционалних датума, догађаја и особа о којима нема помена у савременим изворима, већ тек у позним списима из 15. или 16. века, оспорена је од стране хрватске научне историографије, што се између осталог односи на два кључна питања:
- питање о веродостојности позних списа који говоре о одржавању сплитских сабора током 925. и 928. године и постојању хрватског владара Томислава, коме се приписује крунисање за краља 925. године
- питање о аутентичности позних акта који слове као преписи Pacta conventa из наводне 1102. године

Један од највећих историографски проблема у области проучавања ране нововековне историје Хрвата представља питање о аутентичности аката који се односе на наводно одржавање појединих црквених сабора у Сплиту почетком 10. века. Према тим актима, који су познати само на основу веома позних преписа из 16. века, реч је о саборима који се датују у наводну 925. и 928. годину. У истим актима описано је уређење сплитске црквене покрајине, које је спроведено по правилима Римске цркве.
Један од додатних проблема, који се односи на питање о историчности поменутих сплитских сабора, проистиче из потпуног одсуства њиховог помена у познатом историографском делу Томе Архиђакона (13. век) под насловом Historia Salonitana (minor). То је дело било посвећено управо историји сплитске цркве, а његов је аутор био сплитски свештеник, који је добро познавао црквену прошлост свог града. Тек у 16. веку, настала је нова (прерађена и проширена) верзија истог дела (Historia Salonitana Maior) у коју су унети и наративи о поменутим сплитским саборима.